# ألبرت إدوارد كلوتير
ألبرت إدوارد كلوتير (بالإنجليزية: Albert Edward Cloutier)‏ هو رسام أمريكي، ولد في 1902 في ليومنستر في الولايات المتحدة، وتوفي في 1965 في مونت سان هيلير في كندا.